# Zachodni brzeg Zatoki Admiralicji

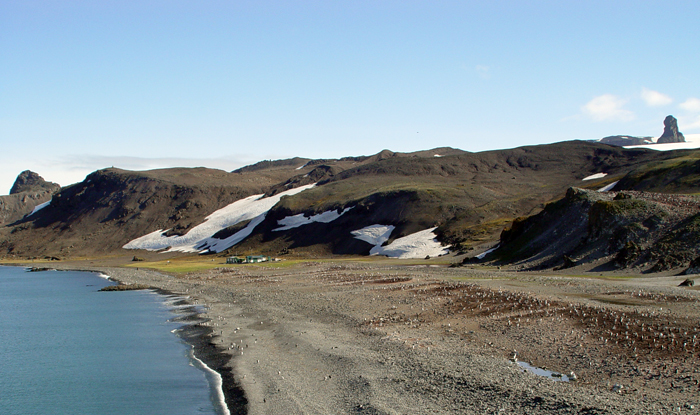
Widok na Wzgórza Ratowników znajdujące się na terenie Szczególnie Chronionego Obszaru Antarktyki "Zachodni brzeg Zatoki Admiralicji"

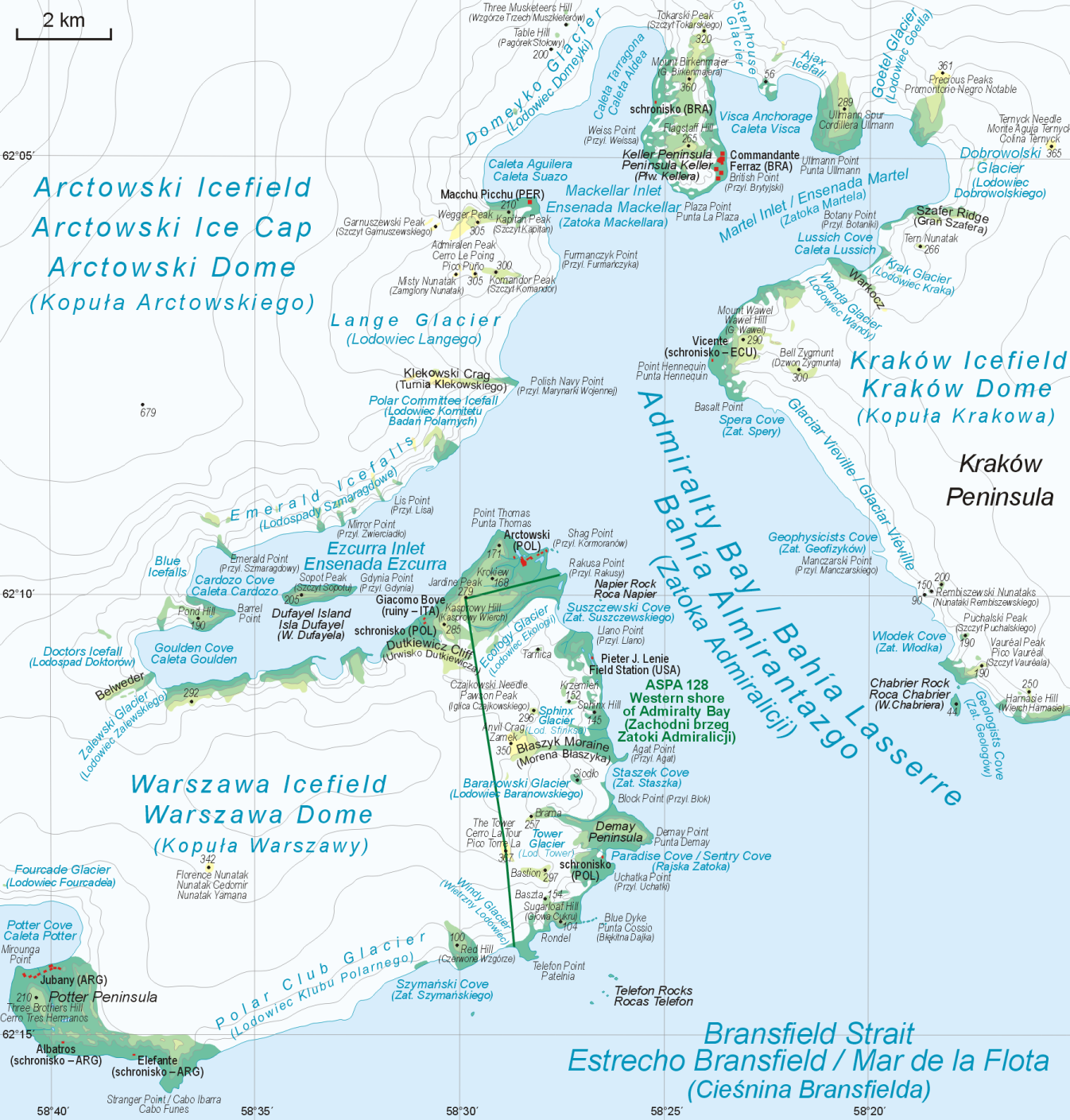
Położenie Szczególnie Chronionego Obszaru Antarktyki "Zachodni brzeg Zatoki Admiralicji" na mapie Zatoki Admiralicji

Zachodni brzeg Zatoki Admiralicji (ang. Western shore of Admiralty Bay) – Szczególnie Chroniony Obszar Antarktyki (ASPA) nr 128 ustanowiony w czasie Spotkania Konsultatywnego Układu Antarktycznego w Waszyngtonie w 1979 na wniosek Polski (do 2002 funkcjonował jako Miejsce o Szczególnym Znaczeniu Naukowym nr 8).
Szczególnie Chroniony Obszar Antarktyki "Zachodni brzeg Zatoki Admiralicji" znajduje się bezpośrednio na południe od Polskiej Stacji Antarktycznej im. Henryka Arctowskiego i na wschód od Kopuły Warszawy. Zajmuje obszar 17,5 km² położony na wybrzeżu Zatoki Admiralicji, a jego granice wyznaczają półwysep Patelnia na południu, Jardine Peak na zachodzie i Przylądek Rakusy na wschodzie. Na terenie "Zachodniego brzegu Zatoki Admiralicji" znajdują się m.in. Lodowiec Ekologii, Lodowiec Sfinksa, Lodowiec Baranowskiego, Lodowiec Tower, Wietrzny Lodowiec, Martwy Lodowiec, Wzgórza Ratowników, wzgórza Pingwinisko, półwysep Demay, Potok Fosa, Zielony Potok, Potok Foczy, Potok Petrela, Potok Ornitologów oraz dwa naukowe obozy terenowe: amerykański Pieter J. Lenie Station (Copacabana) i polskie laboratorium terenowe na brzegu Rajskiej Zatoki.
Szczególnie Chroniony Obszar Antarktyki "Zachodni brzeg Zatoki Admiralicji" został powołany w celu "ochrony kolonii rozrodczych ptaków i legowisk płetwonogich przed nieprzewidzianą i potencjalnie niebezpieczną działalnością człowieka". Występują tutaj m.in. pingwiny Adeli, białobrewe i maskowe (antarktyczne), petrele, rybitwy, wydrzyki, słonie morskie, weddelki arktyczne, uchatki antarktyczne.
Wstęp na teren Obszaru dozwolony jest wyłącznie w celach naukowych po uzyskaniu odpowiedniego zezwolenia.